# مخباط (سلاح)

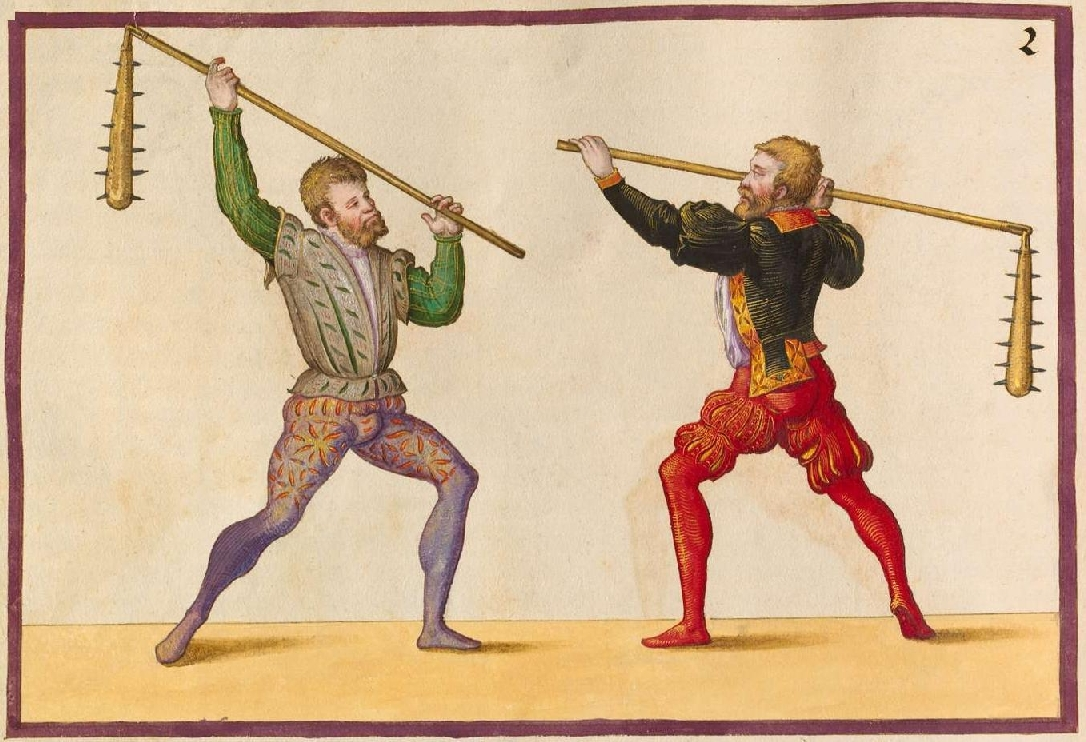
رجلان يتقاتلان بمخباطين مُسنَّنين طويلي المقبض.

المِخباط هو سلاح يتكون من رأسِ ضربٍ متصل مع مقبض بحبل مرن أو شريطة أو سلسلة. كانت الميزة التكتيكية الرئيسية للمخباط هي قدرته على الضرب حول ترس المدافع. كان العائق الرئيسي هو الافتقار إلى الدقة وصعوبة استخدامه في قتال متقارب، أو في تشكيلات مرتبة متقاربة.